# Monument Watersnoodramp 1960
Het Monument Watersnoodramp 1960 is een artistiek kunstwerk in Amsterdam-Noord, Zonneplein.
Het beeld is van Robbert Ritmeester en geplaatst in 1990. Ritmeester (1948) was toen net afgestudeerd aan de Gerrit Rietveld Academie. Het is een gedenkteken aan de overstroming van de wijk Tuindorp Oostzaan op 14 januari 1960. Oorzaak van deze overstroming was een kadebreuk; de kades zijn in het kunstwerk terug te vinden in twee gemetselde muren. Op deze muurtjes zijn metaalprofielen geplaatst die enerzijds bronzen waterdruppels dragen en anderzijds een opengewerkte sterrenkijker (alle straten en pleinen in de buurt zijn vernoemd naar hemellichamen). De bovenzijde van de kijker is open. De onderkant wordt bijeen gehouden door een plaquette. Deze plaquette verwijst weer naar de overstroming; het laat het Zonneplein zien in de periode van overstroming; de daken komen net boven het water uit.    
Het beeld wordt in de volksmond ook wel “Oude lul” genoemd. Deze bijnaam laat zien dat niet iedereen gecharmeerd is van dit beeld. Echter bij de planvorming voor de renovatie van het plein in de jaren tien (uitgevoerd in de jaren twintig) wilde het merendeel van de bewoners het beeld toch niet kwijt. Als tegenhanger van het monument is op een van de gebouwen aan het plein een foto van het ondergelopen plein te zien. 